# Joshua Amberger
Joshua Amberger (12 de abril de 1989) es un deportista australiano que compite en triatlón. Ganó una medalla de plata en el Campeonato Mundial de Triatlón de Larga Distancia de 2017.

## Palmarés internacional
| Campeonato Mundial | Campeonato Mundial | Campeonato Mundial | Campeonato Mundial |
| Año                | Lugar              | Medalla            | Prueba             |
| ------------------ | ------------------ | ------------------ | ------------------ |
| 2017               | Penticton (Canadá) | Medalla de plata   | Individual         |